# 徐月英

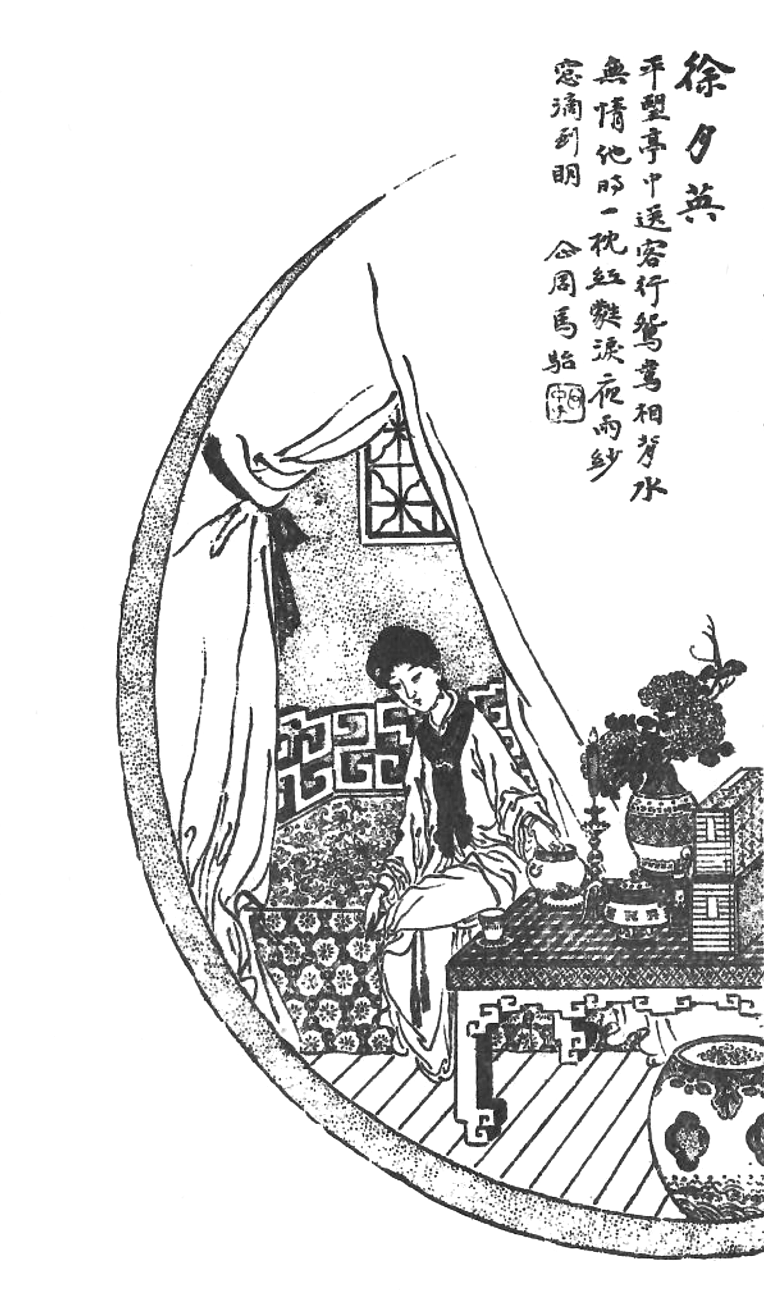
徐月英像，出自《美人百態畫譜》

徐月英（？年—？年），晚唐江淮一帶的歌妓。有詩集但今已佚。

## 生平
徐月英在贈送別人的詩中寫道：「惆悵人間萬事違，兩人同去一人歸。生憎平望亭中水，忍照鴛鴦相背飛。」另一篇詩中寫：「枕前淚與階前雨，隔個窗兒滴到明。」她亦有詩集。金陵徐家諸位公子，寵愛一名營妓，這名營妓去世後，徐家人便將她焚化。徐月英前去送葬時，對徐公說：「這女人平生風流，去世後仍帶著火光。」這句話，當時被稱為美麗的戲言。

北宋女詞人聶勝瓊曾借她的詩去湊成了一首《鷓鴣天》。

## 外部連結
- 《百美新詠》
- 唐詩紀事卷七十八 - Chinese Text Project （页面存档备份，存于）